# Maria del Transito od Jezusa Sakramentalnego
Maria del Transito od Jezusa Sakramentalnego, właśc. hiszp. María del Tránsido Cabanillas del Santísimo Sacramento (ur. 15 sierpnia 1821 w Santa Leocadia w Argentynie, zm. 25 sierpnia 1885 w Córdobie) – tercjarka franciszkańska (OFS), dziewica konsekrowana, założycielka Zgromadzenia Sióstr Tercjarek Misjonarek Franciszkanek Argentyńskich, błogosławiona Kościoła rzymskokatolickiego.
Maria pochodziła z licznej rodziny. Jej ojcem był Felipe Cabanillas Toranzo. Nauki pobierała w domu i w kolegium św. Teresy w Córdobie). Po śmierci matki w 1858 wstąpiła do Trzeciego Zakonu św. Franciszka. W 1859 złożyła śluby zakonne i ślub dozgonnego dziewictwa. Od 19 marca 1873 do kwietnia 1874 roku przebywała w klasztorze karmelitanek w Buenos Aires, a następnie do 1875 roku u wizytek w Montevideo. Z uwagi na stan zdrowia opuściła klasztor. 8 grudnia 1878 roku, wraz z dwiema towarzyszkami,  założyła własne zgromadzenie zakonne. Regułę opracowała sama z pomocą franciszkanina o. Porreca. W nowym zgromadzeniu profesję zakonną złożyła 2 lutego 1879 roku. Rok później zgromadzenie przyłączono do rodziny franciszkańskiej.
Maria del Transito zmarła mając 64 lata w opinii świętości.
Została beatyfikowana przez papieża Jana Pawła II w dniu 14 kwietnia 2002 roku.